# Lenkstock
Der Lenkstock ist der feststehende Teil einer mechanischen Lenkung zwischen Armaturenbrett und Lenkrad. Er trägt üblicherweise die Lenkstockschalter, das Zündschloss, das Lenkradschloss, bei Modellen der 1950er und 1960er Jahre die Schalthebel, sowie bei modernen Fahrzeugen auch ein elektronisches Steuergerät (Lenksäulenmodul). An der Spritzwand ist er üblicherweise mit Abreißschrauben befestigt.